# Live from Texas
Live from Texas (англ. Концерт из Техаса) — первый концертный альбом американской рок-группы ZZ Top, вышедший в 2008 году. Альбом добрался до 1 места в US Music Videos Chart и стал дважды платиновым в США. На альбоме была запись выступления группы в Nokia Theatre в Гранд-Прери, которое состоялось 1 ноября 2007 года.
Группа за всю свою к тому времени почти 40-летнюю историю так и не сумела выпустить полноценный концертный альбом. Первая попытка состоялась ещё в 1975 году, но тогда на альбоме Fandango! только половина альбома была записана вживую. В конце 1970-х группа снова вынашивала планы по записи концертного альбома, но вновь планам не суждено было сбыться. К 30-летию группы был задуман выпуск концертного альбома, но накопился новый материал, и результатом стал альбом XXX из восьми студийных и лишь четырёх концертных записей. Таким образом до 2008 года поклонники группы довольствовались редкими концертными записями, выходящими на синглах, в составе сборников и в качестве бонусов на переизданиях студийных альбомов.
По словам Билли Гиббонса о том, что их выступление будет снято для концертного альбома группа узнала за два дня до концерта.. Весь релиз был записан с одного выступления; запись была осуществлена исключительно в формате трио, без использования каких-либо наложений или компьютерной обработки. При этом критиками, в том числе и невысоко оценившими альбом, отмечалось исключительное качество продюсирования, «превосходное качество звука»
Альбом вышел сначала на DVD и в Blu-ray-формате. Помимо собственно концерта, релиз содержит бонус: за игрой в покер участники группы рассказывают историю её создания, засняты сцены за кулисами во время концерта, фотосессия группы и наконец, Билли Гиббонс исполняет на концерте песню Джими Хендрикса Foxey Lady. Осенью 2008 года альбом вышел на CD, а в 2010—2011 годах был издан на двойном виниле.

## Список композиций
| №   | Название                                           | Перевод названия                            | Длительность |
| --- | -------------------------------------------------- | ------------------------------------------- | ------------ |
| 1.  | «Got Me Under Pressure» (с альбома Eliminator)     | «Она держит меня под давлением»             |              |
| 2.  | «Waitin' for the Bus» (с альбома Tres Hombres)     | «В ожидании автобуса»                       |              |
| 3.  | «Jesus Just Left Chicago» (с альбома Tres Hombres) | «Иисус только что ушёл из Чикаго»           |              |
| 4.  | «I'm Bad, I'm Nationwide» (с альбома Degüello)     | «Я крутой, я звезда национального масштаба» |              |
| 5.  | «Pincushion» (с альбома Antenna)                   | «Подушечка для иголок»                      |              |
| 6.  | «Cheap Sunglasses» (с альбома Degüello)            | «Дешёвые солнцезащитные очки»               |              |
| 7.  | «Pearl Necklace» (с альбома El Loco)               | «Жемчужное ожерелье»                        |              |
| 8.  | «Heard It on the X» (с альбома Fandango!)          | «Слышал это на радиостанции X»              |              |
| 9.  | «Just Got Paid» (с альбома Rio Grande Mud)         | «Просто заплатили»                          |              |
| 10. | «Rough Boy» (с альбома Afterburner)                | «Крутой парень»                             |              |
| 11. | «Blue Jean Blues» (с альбома Fandango!)            | «Блюз голубых джинсов»                      |              |
| 12. | «Gimme All Your Lovin'» (с альбома Eliminator)     | «Отдай мне всю свою любовь»                 |              |
| 13. | «Sharp Dressed Man» (с альбома Eliminator)         | «Одетый с иголочки мужчина»                 |              |
| 14. | «Legs» (с альбома Eliminator)                      | «Ножки»                                     |              |
| 15. | «Tube Snake Boogie» (с альбома El Loco)            | «Буги змеи из штанов»                       |              |
| 16. | «La Grange» (с альбома Tres Hombres)               | «Ла Грэндж»                                 |              |
| 17. | «Tush» (с альбома Fandango!)                       | «Задница»                                   |              |

Издание на CD содержало те же треки в том же порядке, за исключением песен «Heard It on the X» и «Pincushion».

## Состав
- Билли Гиббонс — вокал, гитара, гармоника
- Дасти Хилл — бас-гитара, вокал на «Tush», совокал на «Got Me Under Pressure», «Pearl Necklace» и «Heard It on the X»
- Фрэнк Бирд — ударные

## Чарты
| Чарт (2008)                         | Позиция |
| ----------------------------------- | ------- |
| Australian Music DVDs Chart         | 3       |
| Austrian Music DVDs Chart           | 1       |
| Belgian (Flanders) Music DVDs Chart | 4       |
| Belgian (Wallonia) Music DVDs Chart | 3       |
| Danish Music DVDs Chart             | 6       |
| Dutch Music DVDs Chart              | 4       |
| Finnish Music DVDs Chart            | 1       |
| German Albums Chart                 | 21      |
| Italian Music DVDs Chart            | 10      |
| Norwegian Music DVDs Chart          | 2       |
| Swedish Music DVDs Chart            | 1       |
| Swiss Music DVDs Chart              | 2       |
| US Music Videos Chart               | 1       |

## Сертификация
| Регион                                                      | Сертификация  | Продажи  |
| ----------------------------------------------------------- | ------------- | -------- |
| Австралия (ARIA)                                            | Золотой       | 7500^    |
| Канада (Music Canada)                                       | 5× Платиновый | 50 000^  |
| Финляндия (Musiikkituottajat)                               | Золотой       | 6,030    |
| Германия (BVMI)                                             | Платиновый    | 50 000^  |
| США (RIAA)                                                  | 2× Платиновый | 200 000^ |
| ^ Данные о тиражах приведены только на основе сертификации. |               |          |